# Ohliuveț, Kărdjali
Ohliuveț (în bulgară Охлювец) este un sat în comuna Kărdjali, regiunea Kărdjali,  Bulgaria. 

## Demografie
Componența etnică a satului Ohliuveț
     Turci (53,15%)
     Nicio identificare (46,84%)
     Altele (0%)
La recensământul din 2011, populația satului Ohliuveț era de 222 locuitori. Din punct de vedere etnic, majoritatea locuitorilor (53,15%) erau turci. Pentru 46,84% din locuitori nu este cunoscută apartenența etnică.